# Поход на Омуртаг срещу Хазария
Походът на Омуртаг срещу Хазария е успешна военна акция на българския владетел, предпирета през 824 г.
Стабилизирането на отношенията с Византия позволява на Омуртаг да обърне по-сериозно внимание на североизточната и северозападната граница. На североизток по река Днепър възниква опасност от номадски племена – хазарите. Доказателство за това са намерени каменни надписи на загинали „хранени хора” на Омуртаг покрай реките Днепър и Днестър. Вероятно през 824 година канът успява да утвърди властта си в тези земи.